# Гара (вид населено място)
Га̀ра е вид населено място в България, съществувал до влизането в сила на 14 юли 1995 г. на Закона за административно-териториалното устройство на Република България.
Съгласно § 7, ал. 3 от Преходните и заключителните разпоредби на последния, „Съществуващите при влизането в сила на този закон населени места от вида на махали, колиби, гари, минни и промишлени селища придобиват статут на села.“

## Възникване
Населените места от вида „гара“ са възникнали в България около железопътни гари.
Когато новопостроена железопътна линия е минавала встрани от съществуващо населено място, по необходимост железопътната гара за обслужването му (понякога първоначално само железопътна спирка) е била построявана на около един, два, а и повече километра извън него. Постепенно заради възможностите за намиране на работа и препитание, както и заради удобствата на близкия транспортен достъп, гарата е ставала притегателен център за икономическата дейност, свързана с близкото, а и с други съседни населени места. Около нея са създавани обслужващи обекти (за продажба на храни и напитки, занаятчийски услуги и други), предприятия, заселвали се заинтересувани от тях хора, строели се жилищни сгради, образувало се селище с постоянно живеещо население и необходимата му социална инфраструктура . Създаваното така около железопътната гара ново населено място е било наричано с видовия термин „гара“ и е носело в добавка обикновено името на обслужваното от гарата съществуващо населено място.
Някои от тези нови населени места с времето са разраствали дотолкова, че са били преобразувани по действалия тогава законов ред в села или градове.
Населени места от вида „гара“ са били, например, Гара Лакатник, Гара Бов, Гара Орешец, гара Пирин , гара Хитрино, гара Кричим  и други.

## Противоречия
Прилагането на § 7, алинея 3 от Преходните и заключителните разпоредби на Закона за административно-териториалното устройство на Република България по отношение на съществуващите на 14 юли 1995 г. населени места от вида „гара“ е създало двойки близко разположени села с едно и също име в една и съща община, което поражда неудобства както за населението, така и за местната администрация – въпреки че двете едноименни села имат различен код по ЕКАТТЕ.
Местната администрация избягва това неудобство, като приема, че в резултат на продължителната ѝ употреба думата „гара“ се е утвърдила като необходима и неразделна част от името на населеното място и я запазва в името на съответното село. Такъв е случаят, например, при село Гара Лакатник, село Гара Бов, село Гара Орешец.
Тези действия, обаче, пораждат несъответствие с официалната информация в Националния регистър на населените места.